# Zuid-Frankisch

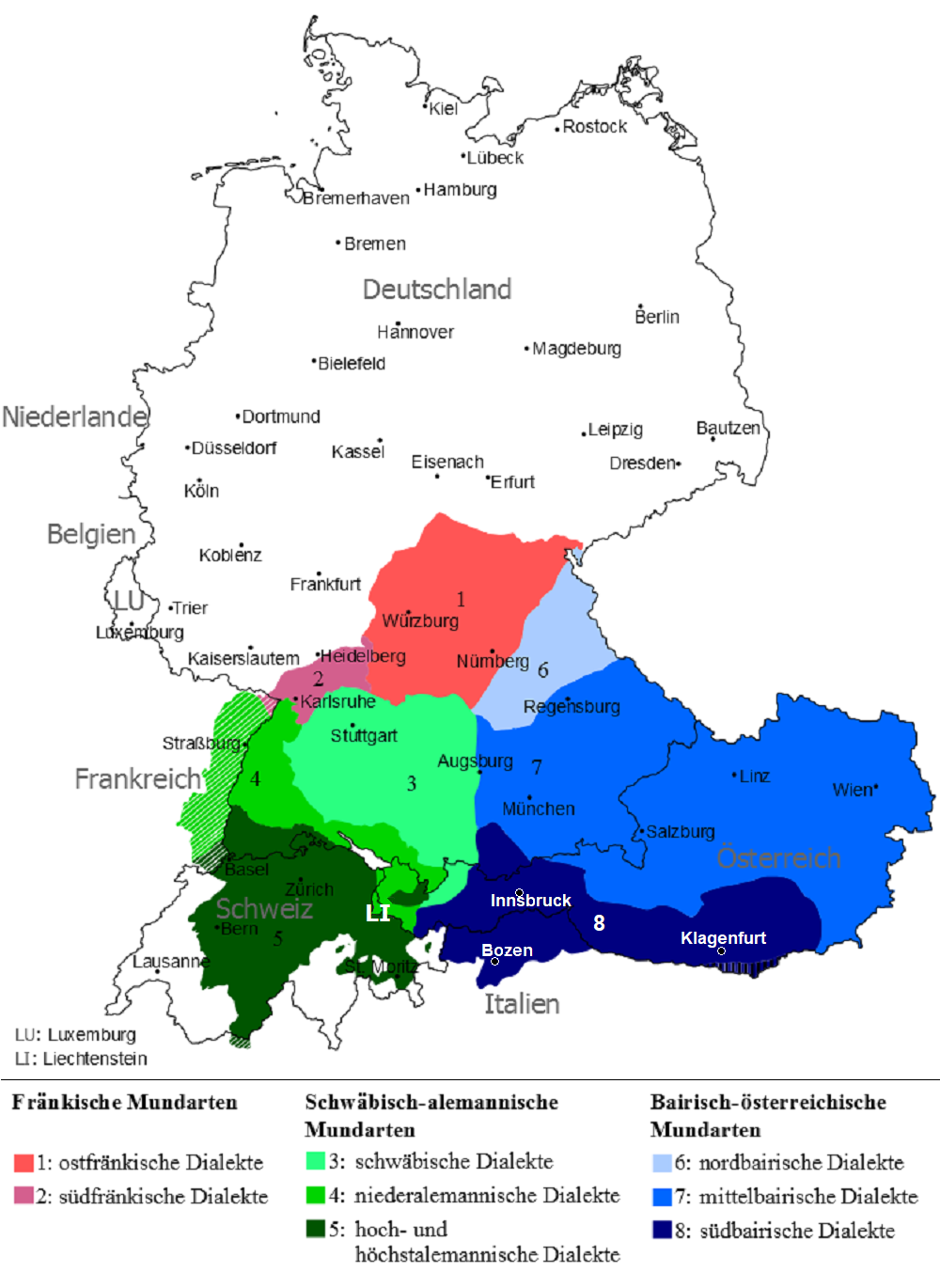
De plaats van het Zuid-Frankisch (2) binnen het Hoogduitse dialectencontinuüm

Het Zuid-Frankische of Zuid-Rijnfrankisch is een Hoogduitse dialectgroep. Samen met het Oostfrankisch vormt het Zuid-Frankisch de overgangsfase tussen het Middelduits en het Opperduits. De Zuid-Frankische dialecten worden gesproken in het noorden van Baden-Württemberg. De belangrijkste Zuid-Frankische dialecten zijn het Karlsruhisch, het Odenwäldisch, het Kraichgäuisch en het Unterländisch van het gebied rond Heilbronn. Zuid-Frankisch wordt ook in Heidelberg gesproken, maar niet in Mannheim.
De Zuid-Frankische dialecten hebben invloeden ondergaan van naburige dialecten, met name van het Zuid-Hessisch, Paltsisch, Oostfrankisch, Zwabisch en Nederalemannisch.

## Kenmerken
Kenmerkend voor de Zuid-Frankische fonologie is het wegvallen van eindklanken na klinkers en nasale medeklinkers, bijvoorbeeld Wage ("wagen"), Hemm ("hemd"), Kinner ("kinderen") in plaats van het Standaardduitse Wagen, Hemd en Kinder. Klanken die in het Alemannisch als ai worden uitgesproken en in het Zuid-Frankisch als oi.
De Standaardduitse lidwoorden der, die en das worden in het Zuid-Frankisch verkort tot de,  d'  en  's , bijvoorbeeld: de Mann ("de man"),  d'  Fraa ("de vrouw") en  's  Kind ("het kind").
Twee bekende Zuid-Frankische zinnen zijn Zwoi woiche Oier in oinere Roih ("Twee zachte eieren op een rij"; in het Standaardduits Zwei weiche Eier in einer Reihe) en Die Kinner halte die Äpfel fescht ("De kinderen houden de appels vast"; in het Oostfrankisch Die Kinner halten die Äpfel fest, in het Standaardduits Die Kinder halten die Äpfel fest).